# AXN SciFi
AXN SciFi – kanał spod znaku AXN, nadający głównie seriale science fiction oraz anime.
W październiku 2013 roku AXN Crime i AXN SciFi zostały zastąpione przez AXN White i AXN Black.

## Logo
| Okres                               | Opis                                                                                                | Logo |
| ----------------------------------- | --------------------------------------------------------------------------------------------------- | ---- |
| 29 maja 2006 – 31 sierpnia 2009     | Srebrny łuk tworzące literę "S" w tle logotyp AXN, a pod spodem zielony stylizowany napis "SCI FI". |      |
| 1 września 2009 – 19 kwietnia 2010  | Logo poprzednie, tyle że logo AXN zostało powiększone.                                              |      |
| 20 kwietnia 2010 – 30 września 2013 | Logo AXN, a pod spodem zielony stylizowany napis "sci fi".                                          |      |

## Oferta programowa
- Afterworld
- Ayakashi Ayashi: Dziwna opowieść ery Tenpō
- Babilon 5
- Battlestar Galactica
- Blue Gender
- Captain Tsubasa
- Chrono Crusade
- Cowboy Bebop
- Czynnik PSI
- D.Gray-man
- Detektyw Conan
- Dino King
- Doktor Who
- D.I.C.E.
- FullMetal Alchemist
- Ghost in the Shell
- Gwiezdne wrota: Atlantyda
- Gwiezdne wrota: SG-1
- Honey & Clover
- Kaleido Star
- Lexx
- Na granicy światów
- Nana
- Naruto
- Nodame Cantabile
- Notatnik śmierci
- Po tamtej stronie
- Sakura - Wojny Ducha
- Slayers: Magiczni wojownicy
- Soul Eater
- Sliders: Piąty wymiar
- Star Trek: Enterprise
- Star Trek: Następne pokolenie
- Star Trek: Seria oryginalna
- Trinity Blood
- Ucieczka w kosmos
- Vampire Knight
- Zemsta Hrabiego Monte Cristo